# Dagmar Bremer
Dagmar Bremer (* 13. September 1963 in Köln als Dagmar Breiken) ist eine ehemalige deutsche Hockeyspielerin und Olympiateilnehmerin.

## Karriere
Dagmar Breiken wechselte 1983 von Rot-Weiss Köln zum RTHC Bayer Leverkusen, mit dem sie 1984 die deutsche Meisterschaft im Hallenhockey und 1985 die Meisterschaft im Feldhockey gewann. Ihre Karriere beendete sie bei Eintracht Frankfurt.
Die Mittelfeldspielerin debütierte 1982 in der deutschen Hockeynationalmannschaft. Sie belegte bei der Weltmeisterschaft 1983 den vierten Platz. Im Mai 1984 wurde in Lille die erste Hockey-Europameisterschaft der Damen ausgetragen, nach einer Halbfinalniederlage gegen die Niederländerinnen siegten die deutschen Spielerinnen im Spiel um Bronze gegen die Britinnen. Zwei Monate später besiegten die Niederländerinnen die deutsche Mannschaft bei den Olympischen Spielen in Los Angeles mit 6:2, die deutsche Mannschaft gewann Silber hinter den Niederländerinnen und vor den US-Amerikanerinnen. Für diesen Erfolg wurden sie und die gesamte deutsche Olympiahockeymannschaft – wie stets alle Gewinner von olympischen Medaillen – vom Bundespräsidenten mit dem Silbernen Lorbeerblatt ausgezeichnet, 1985 als Dagmar Breiken und 1987 als Dagmar Bremer stand sie in der siegreichen Mannschaft bei der Europameisterschaft im Hallenhockey. Dazwischen gewann sie bei der Weltmeisterschaft 1986 erneut Silber hinter den Niederländerinnen. Bei der Europameisterschaft 1987 unterlag die deutsche Mannschaft bereits im Halbfinale gegen die Niederländerinnen; im Spiel um den dritten Platz siegte die sowjetische Mannschaft gegen das deutsche Team. Zum Abschluss ihrer internationalen Karriere belegte Dagmar Bremer mit der deutschen Mannschaft den fünften Platz bei den Olympischen Spielen 1988. Insgesamt wirkte Dagmar Bremer von 1982 bis 1988 in 124 Länderspielen mit, davon 14 in der Halle.